# Manévrový vzdušný souboj

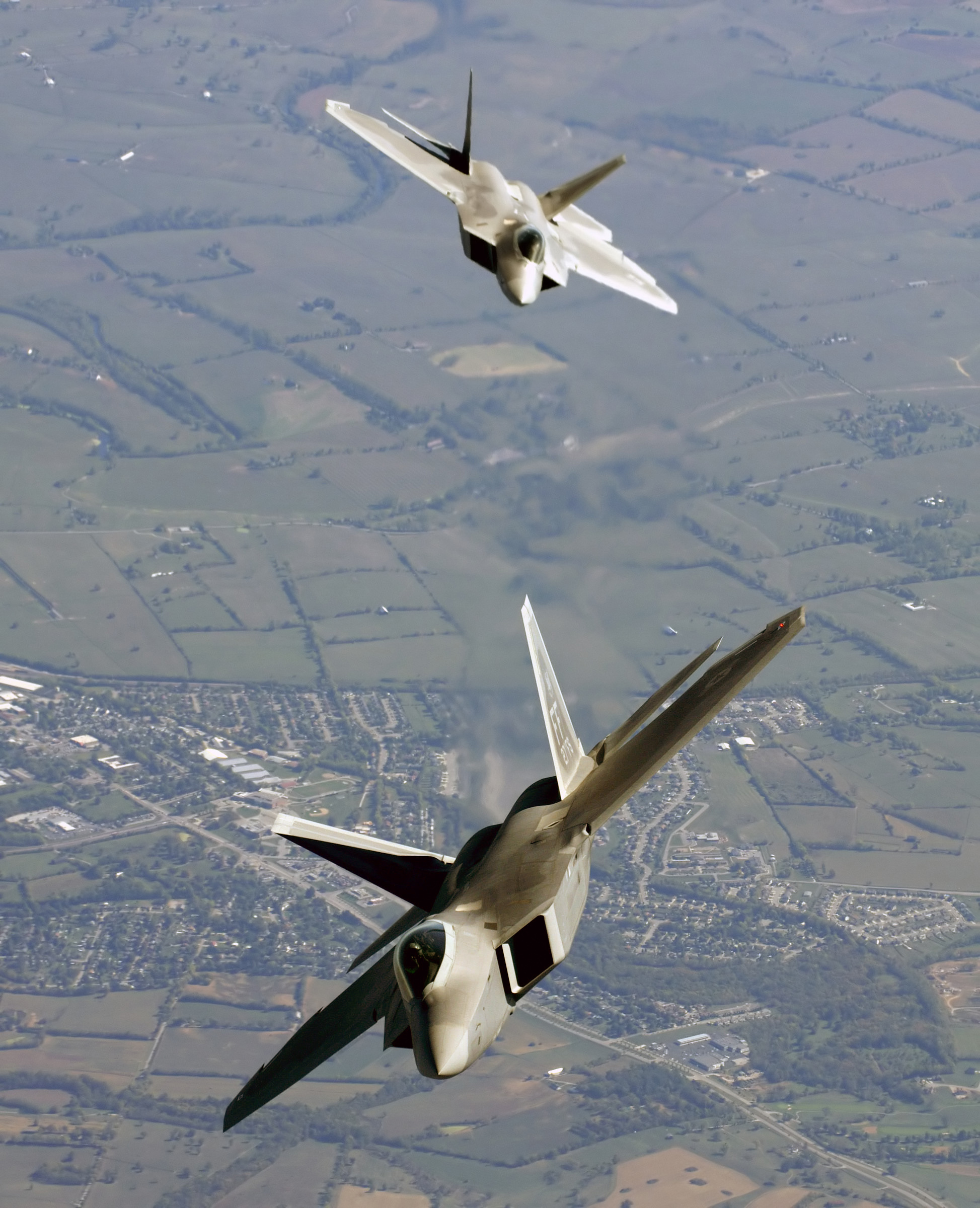
Dvojice letounů F-22 Raptor při simulaci manévrového boje

Manévrový souboj (anglicky dogfight) je označení pro manévrový vzdušný souboj mezi stíhacími letadly. Termín vznikl za první světové války, kdy vyjadřoval střetnutí obratných stíhacích letounů (především dvouplošníků a trojplošníků), jejichž piloti se snažili udělat sevřenější zatáčku než jejich soupeř a dostat se tak soupeři blízko za ocasní plochy, kde byla výhodná pozice pro útok.

## První světová válka

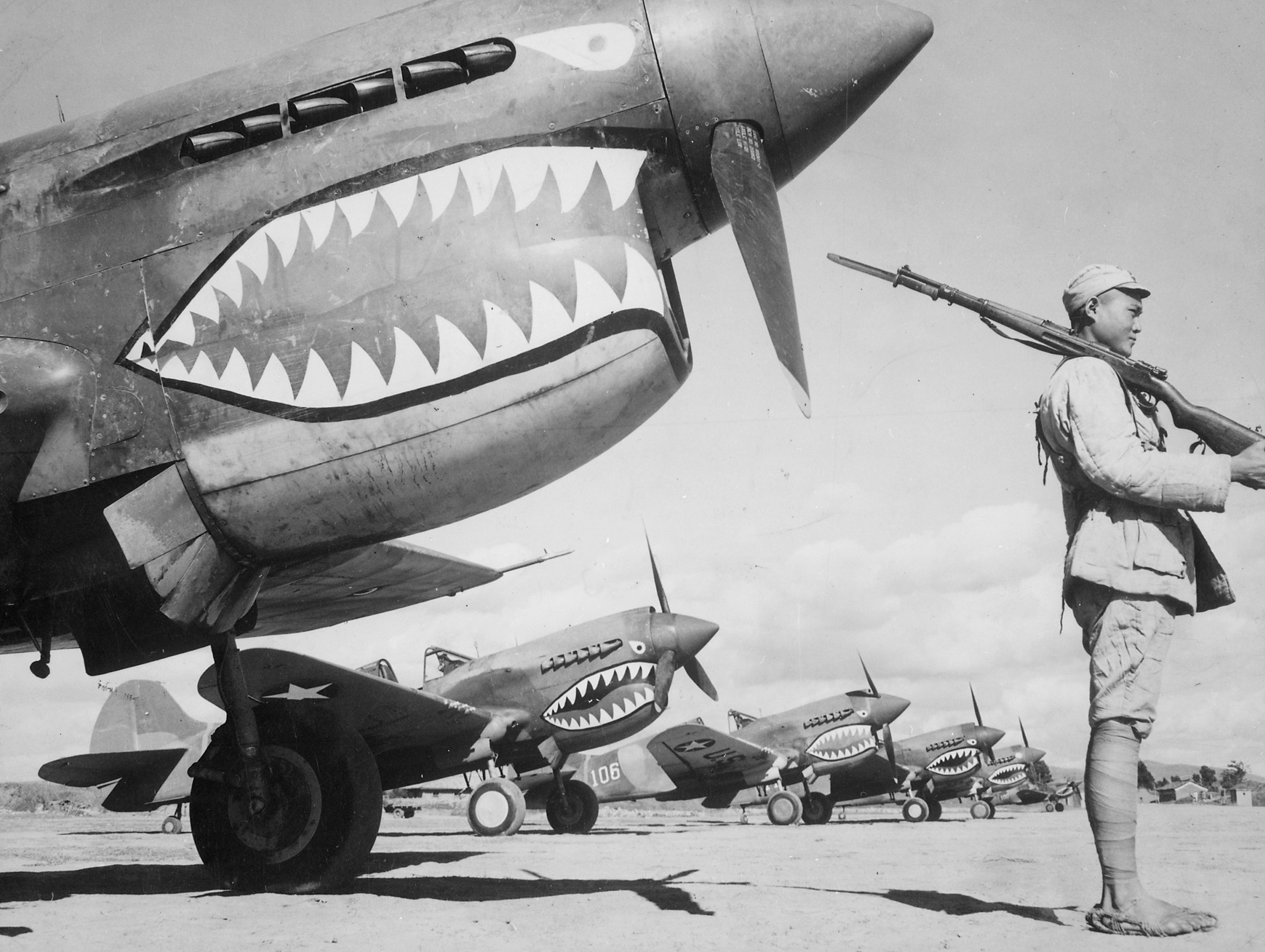
Čínský voják střeží stíhací letouny Curtiss P-40 Warhawk provozované AVG

Manévrový souboj vznikl za první světové války. První vojenské letouny byly zpočátku užívány pro pozorování, ke vzdušným soubojům nedocházelo a piloti si navzájem spíše salutovali. První zbraně, kterými se piloti pokoušeli ohrozit nepřátelské letouny byly například cihly, granáty, nebo řetězy, kterými se pokoušeli poškodit protivníkovu vrtuli. Byly i pokusy o zničení protivníka přímým nesebevražedným kontaktem letounů (tzv. taran). Používány byly i ruční palné zbraně, ale skutečná éra vzdušných soubojů začala až poté, co byly na letouny namontovány první pevné či pohyblivé kulomety.
Zlomem byl rok 1915, kdy Německo získalo Fokker Eindecker, první stíhací letoun, jehož kulomet mohl díky synchronizačnímu zařízení střílet přímo okruhem vrtule. V té době ještě nebyla vypracována taktika vzdušného boje. Pravděpodobně prvním, kdo vzdušný boj analyzoval a následně vytvořil první taktická pravidla pro letecké souboje, byl Oswald Boelcke. Mnoho z Boelckeho konceptů z roku 1916 má své uplatnění dodnes. Jedná se například o získání taktické výhody při útoků směrem ze slunce, kdy je protivník sluncem oslněn.

## Druhá světová válka
Základy taktiky leteckého boje byly na počátku druhé světové války v zásadě stejné, jako v té předchozí, ale díky technickému pokroku se zásadně změnila samotná letadla. Například bitva o Británii byla plna soubojů stíhacích letounů, ve kterých byla maximálně využívána jejich obratnost. Soupeři Messerschmitt Bf 109 a Supermarine Spitfire procházely řadou modifikací po celou válku.
V Asii docházelo k růstu napětí především díky Japonsku, které ve 30. letech napadlo Čínu. Ve druhé čínsko-japonské válce byly poprvé nasazeny stíhací letouny Micubiši A6M Zero, které svou obratností převyšovaly většinu evropských a amerických typů. První západní jednotkou, která vypracovala taktiku pro boj s obratnými japonskými letouny byla dobrovolnická stíhací jednotka Létající tygři (jinak také American Volunteer Group – AVG), kterou v Číně vedl americký generálporučík Claire Lee Chennault.
Létající tygři měli v Číně bojovat se stíhacími letouny Curtiss P-40 Warhawk opatřenými čínskými znaky. Chennault pečlivě vyslechl čínské piloty, aby si udělal představu o vlastnostech japonských letounů a taktice jejich pilotů. Došel k závěru, že proti extrémně obratným japonským strojům je klasická taktika, sestávající z manévrového boje v horizontální rovině, neúčinná. Kladl proto důraz na spolupráci jednotlivých pilotů a propracoval taktiku, která měla využívat některých lepších vlastností amerických strojů (například vyšší rychlost při střemhlavém letu).

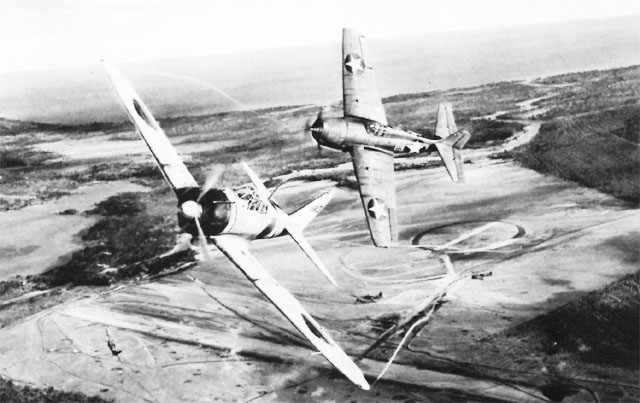
Manévrový souboj mezi letouny Micubiši A6M2 a Grumman F4F-4 Wildcat nad Guadalcanalem (akvarel)

Warhawky měly útočit nenadálým střemhlavým letem a po útoku se rychle vzdálit. Díky křehké konstrukci a absenci jakékoliv pasivní ochrany (pancéřování, samosvorné obaly nádrží) u japonských letounů, mohla pro zničení soupeře stačit jedna přesná dávka. Jelikož japonské letouny by zřejmě vyhrály většinu klasických manévrových soubojů, musely být tyto přeneseny do vertikální roviny. Dalším zlepšením, které Chennault zavedl byly předsunuté letecké hlásky, které měly včas varovat před náletem, aby mohli stíhači včas vzlétnout a nabrat výšku dostatečnou pro efektivní útok.
S touto taktikou dosáhli Létající tygři značných úspěchů a oproti jiným spojeneckým jednotkám, které na počátku války utrpěly od japonských stíhačů těžké ztráty, jim byli rovnocenným soupeřem.